# Václav Hornof
Václav Hornof (21. září 1840 Kněževes u Rakovníka – 6. března 1874 Chráštany) byl český učitel, básník, spisovatel a překladatel. Krátce vyučoval na obecné škole v Panenském Týnci, zaměstnání se ale musel brzy vzdát kvůli onemocnění tuberkulózou. Psal básně do časopisů, překládal a tvořil knihy pro mládež, zčásti pod pseudonymy Václav Kněževeský a Václav Hornov. V rodné Kněževsi založil knihovnu.

## Život
Narodil se 21. září 1840 v Kněževsi u Rakovníka čp. 59 jako syn sedláka Josefa Hornofa. Do základní školy chodil v rodné obci, kde byl jeho učitelem František Spal (1803–1873). Pak studoval tři roky na reálce v Rakovníku a v letech 1859–60 navštěvoval učitelský ústav v Praze. Všechny školy absolvoval s vyznamenáním.
Kněz a pedagog František Daneš, farář v Peruci, mu zajistil podučitelské místo v Panenském Týnci. To však musel už po půl roce opustit kvůli plicní nemoci (tuberkulóze). Poslední léta života strávil v Chrášťanech, kde 6. března 1874 zemřel.
Kromě spisovatelské činnosti (viz Dílo) se zasloužil také o založení a rozšíření knihovny v rodné obci. Kněževští občané mu 9. srpna 1885 odhalili pomník.

## Dílo
Byl autorem básní, povídek a poučných článků pro mládež a překladatelem z němčiny. Naprostou většina prací, které byly vydány za jeho života, podepisoval jako Václav Hornov; používal ale také pseudonym Václav Kněževeský. Knižně vyšly např.:
- Ze života zvířat (1871–74), soubor článků o podivuhodných vlastnostech zvířat a jejich poměru k člověku, původně ve dvou sešitech
- Sbírka hádanek Oříšky (1882), vydaná posmrtně jeho bratrem Martinem, obsahuje řadu jeho příspěvků (pod jménem V. Hornov)

K jeho překladům patří:
- Luise Pichler: Mistr Dětřich, platnéř, aneb, Černý mor (1873), dějepisná povídka pro dospělejší mládež
- Lovecké příběhy (1874), původní autor neuveden
- Alexander Friedrich Franz Hoffmann: Věrný strážce a J. Reiter: Tři bratři (1874), dvojice povídek pro mládež
- Eduard von Ambach: Děti chudé vdovy (posmrtně v 80. letech, upravil Karel Bulíř)

Jeho básně byly otiskovány v časopisech Světozor a Rodinná kronika, např. V krčmě, Krásná noc, Poušť, Chudobě, Za horou, Po klekání, Ať žije!, Květ krásný musí oprchat, Jak si mnohý žádá, Píseň svobody, Voda a Oj, prší.
Složil také divadelní hru, ta však zůstala v rukopise.

## Rodina a příbuzenstvo
- Bratr Martin Bohumil Hornof (1844–1902) se také proslavil jako literárně a veřejně činný učitel.[8] Z několika jeho dětí byl nejznámější Vladimír Hornof (1870–1942)[9] – katolický kněz, katecheta a autor textů duchovních písní. Za zmínku stojí i Svatoslava Hornofová-Kochlíková (1875–1965),[10][11] pražská lékařka v oboru ženských a kožních nemocí[12][13]
- Z vedlejší větve rodiny, která žila v čp. 45 a kterou s Václavem spojoval jeho dědeček Josef, byli známí např. strýc Jan Hornof, rolník a rychtář v Kněževsi,[14][15] jeho syn Jan Nepomuk Hornof[14] (1844–1917), vrchní pokladník města Prahy,[16] a vnuk Jaromír Hornof[15] (1868–1909), soudce v Holešově na Moravě.[17]